# Lốc xoáy tử thần
Lốc xoáy tử thần (tên tiếng Anh: Twisters) là một bộ phim điện ảnh Mỹ thuộc thể loại thảm họa ra mắt năm 2024 do Lee Isaac Chung làm đạo diễn. Là phần hậu truyện độc lập của bộ phim Twister, phim có sự tham gia diễn xuất của các diễn viên gồm Daisy Edgar-Jones, Glen Powell và Anthony Ramos. Bộ phim được phát hành tại Mỹ vào ngày 19 tháng 7 năm 2024 và tại Việt Nam vào ngày 12 tháng 7 cùng năm.